# یوری نورشتاین
یوری باریسویچ نورشتاین (روسی: Ю́рий Бори́сович Норште́йн؛ زادهٔ ۱۹۴۱) یک انیماتور مشهور اهل روسیه است.
او بابت فعالیت‌های هنری‌اش برنده جوایز گوناگونی همچون جایزه دولتی اتحاد شوروی، هنرمند مردمی روسیه، جایزه آنی و جایزهٔ بهترین فیلمِ انیمیشن در «جشنواره فیلم کودکان و نوجوانان تهران» (۱۹۷۶) شده است. به گفته واشینگتن پست، «بسیاری او را نه تنها بهترین انیماتور دوران خود، بلکه بهترین انیماتور تمام دوران می‌دانند.»
از فیلم‌ها یا مجموعه‌های تلویزیونی که وی در آن‌ها نقش داشته است، می‌توان به خارپشتی در مه، قصه قصه‌ها، ۳۸ طوطی، برو اونجا، نمی‌دونم کجا، نبرد کرژنتس، چیبوراشکا، شاپوکلیاک، روزهای زمستان و بانی‌فیکس به تعطیلات می‌رود اشاره نمود.